# 飛翔公關室
《飛翔公關室》（日语：／ Sora Tobu Kouhoushitsu）為日本作家有川浩於2012年7月27日於幻冬舍發行的小說，以日本航空自衛隊為小說背景舞台。
首次刊載於NTT docomo與DeNA共同經營的電子書籍網站（現已連載完結）。原定於2011年夏天出版，卻遇上該年的東日本大震災而延到2012年7月27日發行單行本，並追加與震災有關的最終章〈那天的松島〉。本作於2013年獲得第148回直木三十五賞的提名，並於同年由TBS電視台改編為電視連續劇。緯來日本台於2014年4月25日起以《公關室愛情》的劇名在台灣播出。

## 電視連續劇
《飛翔公關室》，是日本TBS電視台於2013年的電視劇，共11集，由新垣結衣主演。
宣傳標語為「即使做不了自己想要做的事，總有其他值得去做的事」（なりたいものになれなくても、別のなにかになれる——）。

## 劇情概要
他，夢想成為航空自衛隊「藍色衝擊波飛行表演隊」的隊員，卻因為一場車禍夢想破碎；她，因為自己的傲慢及強硬，原為新聞記者的她，因採訪過於強勢，被電視台貶為導播。兩個曾經失去自我、不打不相識的人，因為這次的相遇，慢慢開始有了交集…

## 登場人物

### 主要角色
稻葉里佳（稻妹，原著外號「小跳跳」） - 新垣結衣（幼年時期：松本來夢）-主演
原著名字為「理香」。在帝都電視台（影射富士電視台）「帝都夜話」擔任制服系列的編導。原本在新聞局，因為採訪過於強勢，而被調職到情報局。個性倔強，對於不合理的事情總是抗爭到底，相當不服輸。
在前往航空自衛隊取材時剛好遇上了剛調來公關室的空井，並被室長指定空井負責接待，她的大砲個性一開始在公關室引起騷動，後來在與公關室成員互相了解，以及開始認同自己的工作後，原本在新聞部時期的強烈性格漸漸變得溫和，並開始對空井的事情感到興趣。
空井大祐 - 綾野剛（幼年時期：谷合純矢）
2等空尉（中尉）。TAC代號：Sky。作為帝都電視台的應對公關員。小時候對於航空祭表演中的教練機「Blue Impulse」相當感興趣，而對於飛行員這個職業產生夢想，後來終於當上了飛行員，卻因為交通事故導致右膝蓋受傷，「飛行員執照」被撤銷，人生變得失意，之後被調至公關室。
個性迷糊。說話顛三倒四，稻葉常會誤解他真正想表達的意思。
鷺坂正司 - 柴田恭兵
1等空佐（上校）。公關室長兼新聞負責人。暱稱為「詐欺師（sagishi）鷺坂（sagizaka）」。常扮演如民間企業裡的業務員角色，擅長言語及交涉。妻子於15年前因病死去，對其造成極大衝擊。

### 航空自衛隊

#### 防衛省航空幕僚監部總務部公關室
片山和宣 - 要潤
1等空尉（上尉）。公關班。有著各式各樣的點子，曾與比嘉搭檔。
比嘉哲廣 - 室剛（ムロツヨシ）
1等空曹（上士）。公關班。負責教導空井。在公關部已服務多年，不願意接受升官測驗，常常幫助空井的工作，曾與片山搭檔。
石橋榮治 - 大塚弘毅
2等空曹（中士）。公關班。負責公關室的官方網站。
小暮聰 - 岩寺真志
2等空佐（中校）。公關班班長。
柚木典子 - 水野美紀
3等空佐（少校）。新聞班裡萬綠中的一點紅。在公關室裡一直以來被當成「大叔」，因曾在以前服務的營區被下屬歧視，來到公關室後，為了能與男同事相處融洽，開始與男同事稱兄道弟，久而久之個性就變得像男生一樣。一開始與里佳處於對立的狀態，後來常與她一同喝酒聊心事。
槙博巳 - 高橋努
3等空佐。新聞班。在公關室中較重視紀律，而被笑稱為「公關室的風紀委員」。對於柚木從她還在防衛大学校時就對她有好感。

#### 航空幕僚監部
淺野秀樹 - 本冬樹
航空幕僚長（上將）

#### 百里基地
大藪泰和 - 吉家章人
1等空尉。公關班。
村瀨勝彥 - 池內博之
2等空佐。第305飛行隊隊長。空井前長官。
峰永圭介 - 阿部丈二
2等空尉。TAC代號：NASH。第305飛行隊飛行員。空井的同期。

### 帝都電視台
阿久津守 - 生瀨勝久
情報部「帝都夜話」主編，里佳的上司。擁有20年以上的工作經驗，擔任美食記者時擅長於介紹小吃，之後因吃的太多，身體狀況不佳而必須控制飲食，由記者轉任主編。被稱作「街角小吃的仙人」。原本對於里佳剛調職過來時的輕蔑態度感到不悅，但後來漸漸的看到了里佳工作的熱情。
佐藤珠輝 - 大川藍
情報部「帝都夜話」助導。
藤枝敏生 - 桐山漣
主播。與稻葉同期，兩人私下常一同喝酒，互相談心。身兼「帝都夜話」中的單元「街角小吃」的主播。經常換女友的愛玩男。
香塚智美 - 三倉茉奈
新聞部記者，負責採訪警視廳。與里佳為敵對關係。
坂手一 - 涉川清彥
技術部攝影師。在現場受到里佳的拍攝指示，一開始與里佳對立而故意稱他為「公主」，後來漸漸認同里佳。對於取材中的戰鬥機相當感興趣。
大津裕一 - 前野朋哉
技術部攝影師助手。
升田尚宏 - 本人飾演
「帝都夜話」主播。

### 其他
桐谷隆史（桐帥，原著外號「阿桐」） - 桐谷健太（特別演出）
週日劇場（奔跑吧，新聞記者！）的男主角。超人氣的帥哥男演員，自衛隊中的女性自衛員大多是他的影迷。
鷺坂雪子 - 霧島麗香
鷺坂的妻子。因心臟病於1995年1月17日過世，當時鷺坂正因阪神大地震在基地待命，而無法見到她最後一面。

### 各集登場人物

#### 第3集
瀧川紘一 - 佐野史郎
安奈的父親。
瀧川理恵子 - 原日出子
安奈的母親。
瀧川安奈 - 川村雪惠（ゆきえ，暫譯）
峰永的未婚妻。

#### 第4集
古賀義正 - 的場浩司（第5集）
准尉，柚木在防空砲部隊的舊下屬，曾與之有嫌隙，導致柚木受到排擠。
岩崎千鶴 - 石橋菜津美
防衛大學校一年級生，因為自己的女性身分，在校備受排擠，經過柚木的激勵後重新振作。
佐原 - 及川以藏
神崎 - 松原正隆
和片山和宣等人聯誼的女性－佐武宇绮、内田理央

#### 第5集
中島和美 - 小泉麻耶
2等空尉，古賀准尉的新長官。
増永 - 山中崇
碓冰龍  - 矢作兼（搞笑團體「小木矢作」）（第6集）
漫畫家，正在創作以航空自衛隊為主題的漫畫。
淺野 - 西慶子（第6集）
立花 - 土屋裕一（第6集）

#### 第6集
金谷 - 勝俣州和
原田演 - 金剛地武志
陸幕宣傳室長 - 八代英輝
於空幕提出的偶像團體「Serafin」（偶像團體「Tsuribit」飾演）MV拍攝企劃中，負責場地及飛行隊戰機的調度協調工作。
前園 - 芋洗坂係長
女子偶像團體「Serafin」的經紀人。

#### 第7集
佐伯 - 鈴木亮平
伊藤 - 冨家規政

#### 第8集
芳川秋惠 - 南明奈（第9集）
空士長（上等兵），入間基地運輸機維修員，因為父親曾是C-1運輸機駕駛員而志願入隊。在公關室拍攝的招募廣告片中擔任主角。
大野 - 中脇樹人
松田 - 佐伯新

#### 第9集
室崎統治  - 新井康弘
帝都電視台新聞編輯室長。
小日向耕三  - 中村有志
津川隆志  - 河野洋一郎
泉 - 西尾季隆（第10集）
加藤 - 水橋研二

#### 第10集
島崎 - 中村龍（完結篇）

#### 完結篇
山本 - 富澤武司（搞笑團體「三明治人」）
神谷 - 高山侑子
須田 - 伊藤修子
三上 - 實戸美和公
渡邊 - 三鴨繪里子

### 電視劇與原作的差異
- 桐谷健太在電視劇飾演的角色姓名（桐谷隆史）與原作（桐原隆史）不同。
- 公關室長鷺坂在電視劇是期滿退伍，與原作輪調千歲基地不同。

### 收视率
| 集數                                                               | 播放日期      | 日文副標題 | 中文副標題                                          | 導演     | 收視率 |
| 1                                                                  | 2013年4月14日 |            | 走到人生盡頭的二人…你的眼淚改變了我的未來           | 土井裕泰 | 14.0%  |
| 2                                                                  | 2013年4月21日 |            | 即使學疏才淺、笨拙姿態表露無遺的我…也要自己找出答案 | 土井裕泰 | 13.5%  |
| 3                                                                  | 2013年4月28日 |            | 已經有結婚的心理準備了…保持著微笑吧                 | 山室大輔 | 11.6%  |
| 4                                                                  | 2013年5月5日  |            | 美女變成大叔的理由                                  | 山室大輔 | 11.2%  |
| 5                                                                  | 2013年5月12日 |            | 過去的再會、最初的告白                              | 土井裕泰 | 10.6%  |
| 6                                                                  | 2013年5月19日 |            | 傳說中的危險名搭檔復活！？                          | 福田亮介 | 13.4%  |
| 7                                                                  | 2013年5月26日 |            | 在緊急時刻無法待在身邊的男人好嗎？                  | 山室大輔 | 12.1%  |
| 8                                                                  | 2013年6月2日  |            | 改變命運的2秒鐘                                     | 土井裕泰 | 12.1%  |
| 9                                                                  | 2013年6月9日  |            | 深刻的想法、滿溢的眼淚                              | 福田亮介 | 12.5%  |
| 10                                                                 | 2013年6月16日 |            | 在你身旁可見的風景                                  | 山室大輔 | 11.7%  |
| 最終集                                                             | 2013年6月23日 |            | 2年後的再會～兩人在天空描繪的未來                   | 土井裕泰 | 15.3%  |
| 平均收視率12.55%（收視率為日本關東地區收視，由Video Research調查） |               |            |                                                     |          |        |

## 外部連結
- 連續劇官方網站 （页面存档备份，存于）（日語）
- 緯來日本台官方網站 （页面存档备份，存于）

## 節目的變遷
| 日本 TBS電視台 日曜劇場 週日 21:00 | 日本 TBS電視台 日曜劇場 週日 21:00 | 日本 TBS電視台 日曜劇場 週日 21:00 |
| ---------------------------------- | ---------------------------------- | ---------------------------------- |
|                                    | （2013年4月14日－6月23日）         |                                    |
| 鳶 （2013年1月13日－3月17日）      | 半澤直樹 （2013年7月7日－9月22日） |                                    |

| 緯來日本台 週一至五22:00                                                           | 緯來日本台 週一至五22:00               | 緯來日本台 週一至五22:00 |
| ---------------------------------------------------------------------------------- | -------------------------------------- | ------------------------ |
|                                                                                    | 公關室愛情 （2014.04.25 - 2014.05.09） |                          |
| LUCKY 7 女王偵探社 （2014.03.28 - 2014.04.03） 女王偵探社－行騙天下 （2014.04.04） | S-終極警官 （2014.05.12 - 2014.05.23） |                          |